# 월경전 증후군
월경전 증후군(月經前症候群, 영어: Premenstrual syndrome, PMS)은 생리 2주 내지 1주일 정도 전부터 일어나, 월경 시작과 함께 사라지는 일련의 신체적, 정신적 증상을 나타내는 증후군이다.

## 증상
월경 전 보통 이러한 증상들이 나타나며, 해당한다고 무조건 월경을 하는 것은 아니다.  그 반대도 마찮가지다.
- 식욕이 오르거나 낮아진다.
- 배가 아프다.
- 몸에서 열이 난다.
- 유방이 커지고 통증이 있다.

유방이 커지는 경우는 살이 찌는 등 의 원인이 아니라면 생리 후에 다시 작아지며, 복통은 월경 중에도 지속되고 이 것을 일반적으로 생리통이라고 부른다. 월경 전에 이러한 증상들이 많이 나타났었다면 증상이 나타날 때 곧 월경을 할 수 있다고 봐야한다.

## 같이 보기
- 생리휴가
- 생리통